# Парламентские выборы во Франции (1849)
Парламентские выборы во Франции 1849 года проходили 13 мая. Это были единственные выборы в законодательное собрание Второй республики. Консервативная монархистская Партия порядка получила абсолютное большинство: 450 мест из 705.

## Результаты
| Партия                                                | Места |
| ----------------------------------------------------- | ----- |
| Партия порядка (консерваторы, монархисты)             | 450   |
| «Гора» Ледрю-Роллена (демократы, левые республиканцы) | 180   |
| Умеренные республиканцы                               | 75    |
| Всего                                                 | 705   |